# Dehui
Dehui is een stad in de provincie Jilin van China. Dehui ligt in de prefectuur Changchun en is ook een arrondissement.
In 2005 had Dehui ruim 900.000 inwoners.